# 神奈川県立相模原工業技術高等学校
神奈川県立相模原工業技術高等学校（かながわけんりつ さがみはらこうぎょうぎじゅつこうとうがっこう）は、かつて神奈川県相模原市（現・相模原市中央区）光が丘にあった公立の工業高等学校。
2005年（平成17年）に神奈川県立相模台工業高等学校と統合して神奈川県立神奈川総合産業高等学校となった。

## 沿革
- 1973年（昭和48年）
  - 1月1日 - 相模原工業技術高等学校設立（機械科、自動車科）。
  - 4月5日 - 第1回入学式。
- 1974年（昭和49年）5月23日 - 校歌制定。
- 1975年（昭和50年）11月1日 - 校旗制定。
- 1976年（昭和51年）3月1日 - 第1回卒業証書授与式。
- 1990年（平成2年）
  - 4月1日 - 学科改編（自動車科が機械科に統合され、電子機械、情報技術、自動車技術の3コース制）。
  - 9月12日 - 運輸大臣より「一種自動車整備士養成施設」に指定（指定番号一養446）。
- 2005年（平成17年）
  - 3月5日 - 第30回卒業証書授与式、完校式。
  - 3月31日 - 閉校。
  - 4月1日 - 相模台工業高等学校と統廃合して神奈川総合産業高等学校となる。

## その他
- 2007年（平成19年）に虹ヶ丘幼稚園が園舎建て替え工事のため、翌年2月まで仮園舎として使用された。